# Winske

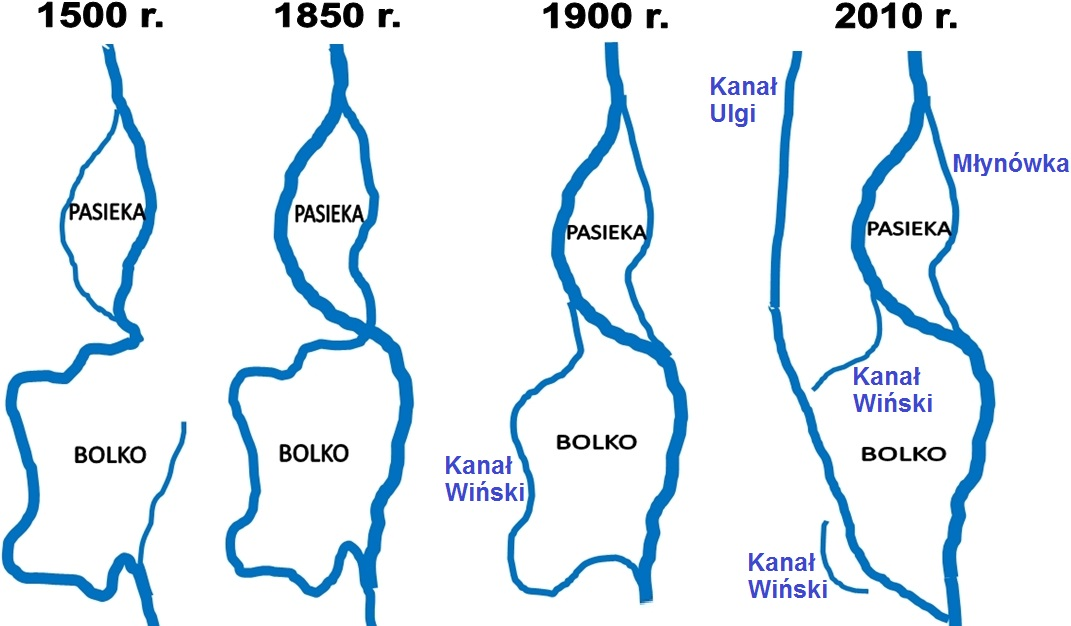
Entstehung der Winske

Die Winske (polnisch Kanał Wiński) ist ein Nebenarm der Oder in Oppeln. Zwischen der Oder und der Winske befindet sich die Bolko-Insel.
Die Winske wurde früher auch für den Schiffsverkehr benutzt, wurde jedoch wegen ihrer geringen Breite und ihrer Krümmungen für diesen aufgegeben. Vor dem Bau des Flutkanals und nach der Begradigung des Flusses war die Winske etwa drei Kilometer lang. Heute ist die Winske etwa 600 Meter lang und nur noch an einer Stelle mit der Oder verbunden.